# Mount Zuqualla
Mount Zuqualla är en vulkan i Etiopien.   Den ligger i regionen Oromia, i den centrala delen av landet, 60 km söder om huvudstaden Addis Abeba. Toppen på Mount Zuqualla är 3 001 meter över havet.
Terrängen runt Mount Zuqualla är varierad. Mount Zuqualla är den högsta punkten i trakten. Runt Mount Zuqualla är det ganska tätbefolkat, med 192 invånare per kvadratkilometer. Trakten runt Mount Zuqualla består till största delen av jordbruksmark.